# Grand Prix automobile de Grande-Bretagne 1997
GP précédent GP suivant
Le Grand Prix automobile de Grande-Bretagne 1997 (1997 RAC British Grand Prix), disputé sur le circuit de Silverstone le 13 juillet 1997, est la 606e épreuve du championnat du monde de Formule 1 courue depuis 1950 et la neuvième manche du championnat 1997.

## Résultats des qualifications
Norberto Fontana est relégué en fond de grille pour ne pas s'être arrêté au contrôle FIA et Heinz-Harald Frentzen prend le départ en fond de grille après avoir calé. 
| Pos                       | No | Pilote                | Écurie            | Temps    | Écart  | Grille de départ |
| ------------------------- | -- | --------------------- | ----------------- | -------- | ------ | ---------------- |
| 1                         | 3  | Jacques Villeneuve    | Williams-Renault  | 1:21.598 |        | 1                |
| 2                         | 4  | Heinz-Harald Frentzen | Williams-Renault  | 1:21.732 | +0.134 | 2                |
| 3                         | 9  | Mika Häkkinen         | McLaren-Mercedes  | 1:21.797 | +0.199 | 3                |
| 4                         | 5  | Michael Schumacher    | Ferrari           | 1:21.977 | +0.379 | 4                |
| 5                         | 11 | Ralf Schumacher       | Jordan-Peugeot    | 1:22.277 | +0.679 | 5                |
| 6                         | 10 | David Coulthard       | McLaren-Mercedes  | 1:22.279 | +0.681 | 6                |
| 7                         | 6  | Eddie Irvine          | Ferrari           | 1:22.342 | +0.744 | 7                |
| 8                         | 8  | Alexander Wurz        | Benetton-Renault  | 1:22.344 | +0.746 | 8                |
| 9                         | 16 | Johnny Herbert        | Sauber-Petronas   | 1:22.368 | +0.770 | 9                |
| 10                        | 12 | Giancarlo Fisichella  | Jordan-Peugeot    | 1:22.371 | +0.773 | 10               |
| 11                        | 7  | Jean Alesi            | Benetton-Renault  | 1:22.392 | +0.794 | 11               |
| 12                        | 1  | Damon Hill            | Arrows-Yamaha     | 1:23.271 | +1.673 | 12               |
| 13                        | 14 | Jarno Trulli          | Prost-Mugen-Honda | 1:23.366 | +1.768 | 13               |
| 14                        | 17 | Norberto Fontana      | Sauber-Petronas   | 1:23.790 | +2.192 | 22               |
| 15                        | 15 | Shinji Nakano         | Prost-Mugen-Honda | 1:23.887 | +2.289 | 14               |
| 16                        | 23 | Jan Magnussen         | Stewart-Ford      | 1:24.067 | +2.469 | 15               |
| 17                        | 2  | Pedro Diniz           | Arrows-Yamaha     | 1:24.239 | +2.641 | 16               |
| 18                        | 19 | Mika Salo             | Tyrrell-Ford      | 1:24.478 | +2.880 | 17               |
| 19                        | 20 | Ukyo Katayama         | Minardi-Hart      | 1:24.553 | +2.955 | 18               |
| 20                        | 18 | Jos Verstappen        | Tyrrell-Ford      | 1:25.010 | +3.412 | 19               |
| 21                        | 21 | Tarso Marques         | Minardi-Hart      | 1:25.154 | +3.556 | 20               |
| 22                        | 22 | Rubens Barrichello    | Stewart-Ford      | 1:25.525 | +3.927 | 21               |
| Règle des 107% : 1:27.310 |    |                       |                   |          |        |                  |

## Classement

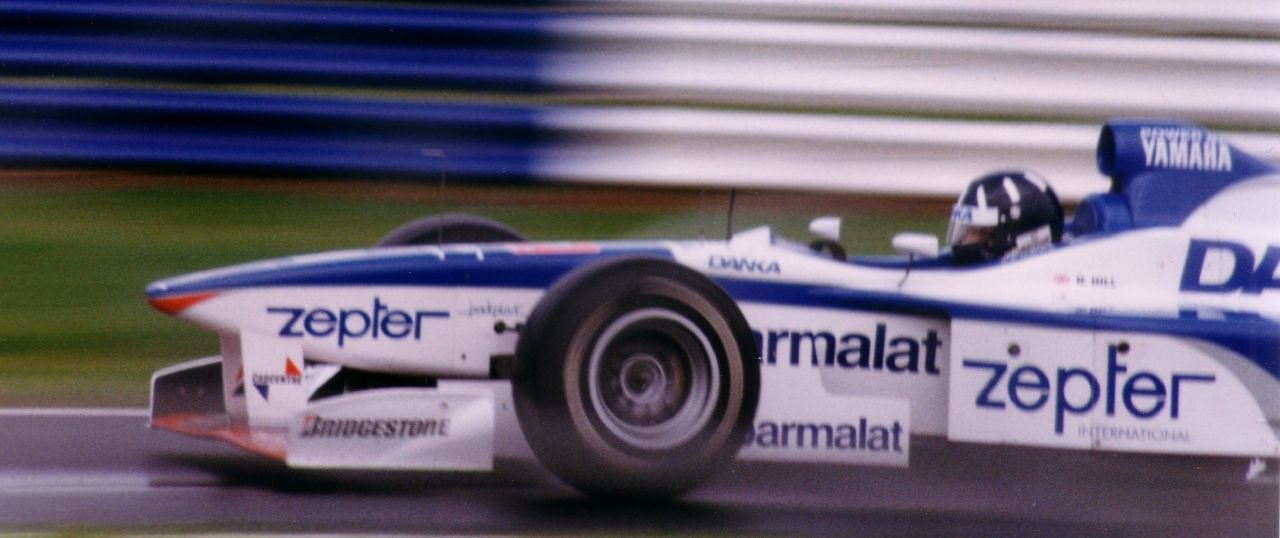
Damon Hill pilote l'Arrows A18 durant le Grand Prix.

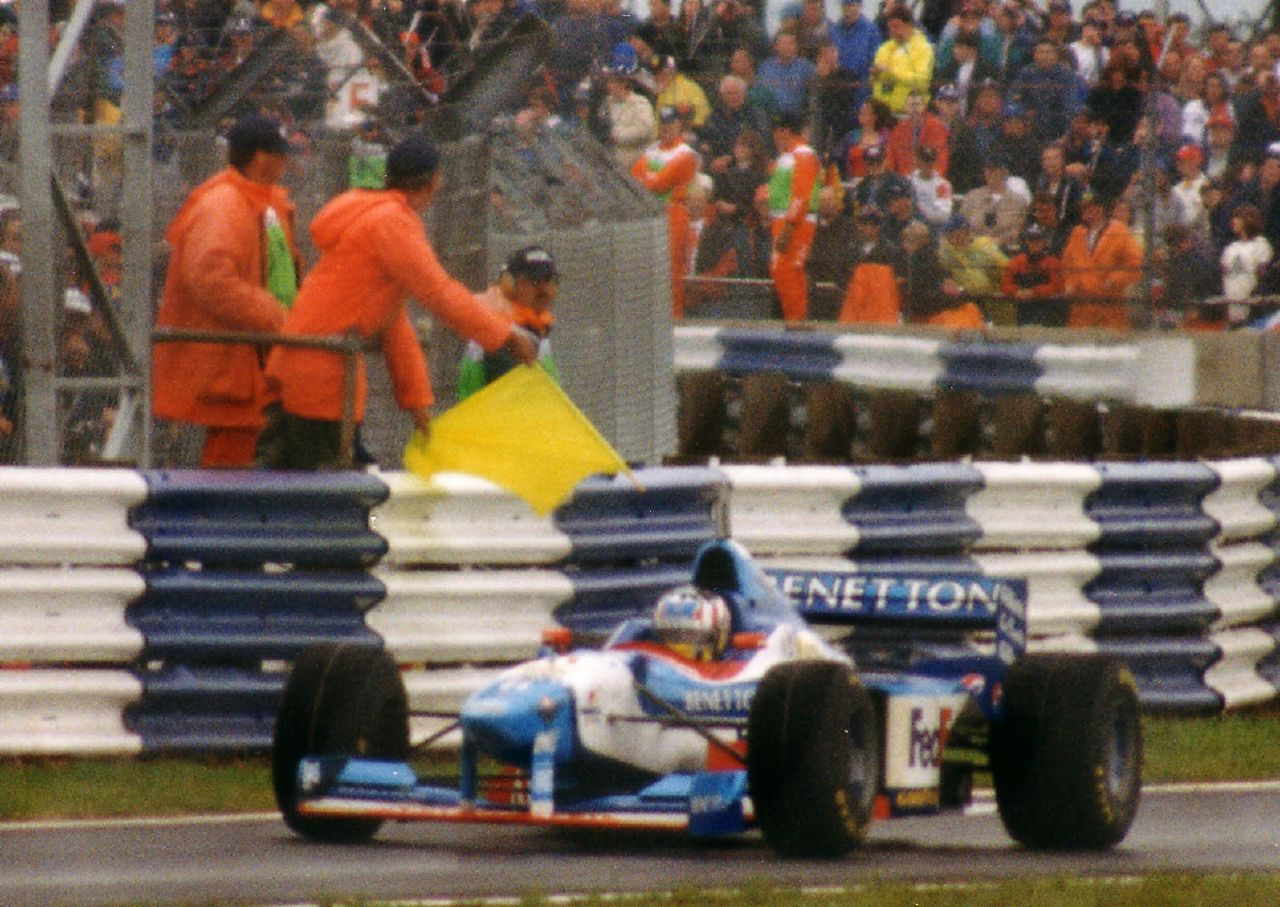
Alexander Wurz passe devant un drapeau jaune durant la course.

| Pos. | No | Pilote                | Écurie            | Tours | Temps/Abandon                      | Grille | Points |
| ---- | -- | --------------------- | ----------------- | ----- | ---------------------------------- | ------ | ------ |
| 1    | 3  | Jacques Villeneuve    | Williams-Renault  | 59    | 1 h 28 min 01 s 665 (206,703 km/h) | 1      | 10     |
| 2    | 7  | Jean Alesi            | Benetton-Renault  | 59    | + 10 s 205                         | 11     | 6      |
| 3    | 8  | Alexander Wurz        | Benetton-Renault  | 59    | + 11 s 296                         | 8      | 4      |
| 4    | 10 | David Coulthard       | McLaren-Mercedes  | 59    | + 31 s 229                         | 6      | 3      |
| 5    | 11 | Ralf Schumacher       | Jordan-Peugeot    | 59    | + 31 s 880                         | 5      | 2      |
| 6    | 1  | Damon Hill            | Arrows-Yamaha     | 59    | + 1 min 13 s 552                   | 12     | 1      |
| 7    | 12 | Giancarlo Fisichella  | Jordan-Peugeot    | 58    | + 1 tour                           | 10     |        |
| 8    | 14 | Jarno Trulli          | Prost-Mugen-Honda | 58    | + 1 tour                           | 13     |        |
| 9    | 17 | Norberto Fontana      | Sauber-Petronas   | 58    | + 1 tour                           | 22     |        |
| 10   | 21 | Tarso Marques         | Minardi-Hart      | 58    | + 1 tour                           | 20     |        |
| 11   | 15 | Shinji Nakano         | Prost-Mugen-Honda | 57    | Moteur                             | 14     |        |
| Abd. | 9  | Mika Häkkinen         | McLaren-Mercedes  | 52    | Moteur                             | 3      |        |
| Abd. | 23 | Jan Magnussen         | Stewart-Ford      | 50    | Moteur                             | 15     |        |
| Abd. | 18 | Jos Verstappen        | Tyrrell-Ford      | 45    | Moteur                             | 19     |        |
| Abd. | 6  | Eddie Irvine          | Ferrari           | 44    | Transmission                       | 7      |        |
| Abd. | 19 | Mika Salo             | Tyrrell-Ford      | 44    | Moteur                             | 17     |        |
| Abd. | 16 | Johnny Herbert        | Sauber-Petronas   | 42    | Panne électrique                   | 9      |        |
| Abd. | 5  | Michael Schumacher    | Ferrari           | 38    | Roulement de roue                  | 4      |        |
| Abd. | 22 | Rubens Barrichello    | Stewart-Ford      | 37    | Moteur                             | 21     |        |
| Abd. | 2  | Pedro Diniz           | Arrows-Yamaha     | 29    | Moteur                             | 16     |        |
| Abd. | 4  | Heinz-Harald Frentzen | Williams-Renault  | 0     | Collision                          | 2      |        |
| Abd. | 20 | Ukyo Katayama         | Minardi-Hart      | 0     | Sortie de piste                    | 18     |        |

## Pole position et record du tour
- Pole position : Jacques Villeneuve en 1 min 21 s 598 (vitesse moyenne : 226,770 km/h).
- Meilleur tour en course : Michael Schumacher en 1 min 24 s 475 au 34e tour (vitesse moyenne : 219,047 km/h).

## Tours en tête
- Jacques Villeneuve : 36 (1-22 / 38-44 / 53-59)
- Michael Schumacher : 15 (23-37)
- Mika Häkkinen : 8 (45-52)

## Statistiques
- 8e victoire pour Jacques Villeneuve.
- 100e victoire pour Williams en tant que constructeur.
- 91e victoire pour Renault en tant que motoriste.
- Course neutralisée du premier au quatrième tour pour permettre le dégagement de la Minardi de Ukyo Katayama.
- Course prévue pour 60 tours et réduite à 59 tours à la suite de l'annulation de la procédure de départ, Frentzen ayant calé.